# 記念の詩

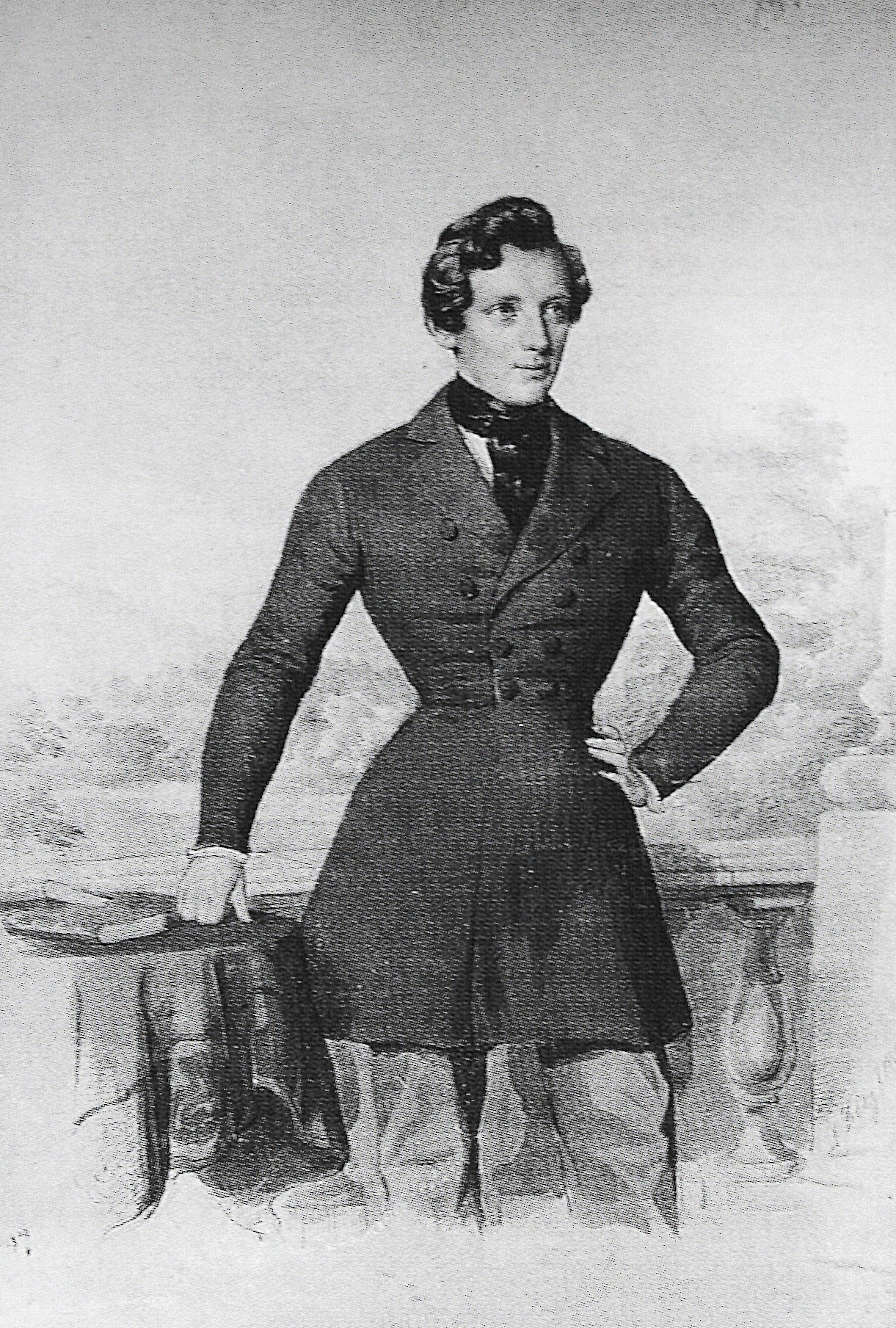
デビュー当時（18歳）のヨハン・シュトラウス2世

『記念の詩』（きねんのし、ドイツ語: Sinngedichte）作品1は、ヨハン・シュトラウス2世が作曲したウィンナ・ワルツ。

## 邦題
- 『格言詩』
- 『記念の歌』
- 『警句』

などの邦題があるが、本記事では『ヨハン・シュトラウス2世作品目録』（日本ヨハン・シュトラウス協会、2006年）に従い、『記念の詩』を正式なものとする。

## 解説

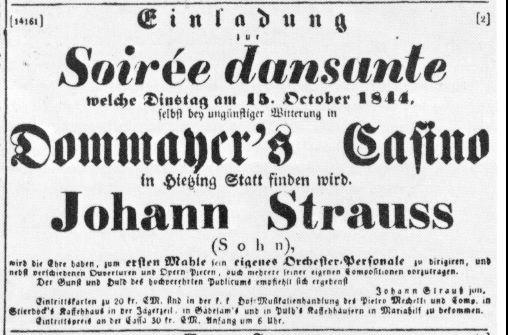
ヨハン・シュトラウス2世のデビューの告知。「ダンスの夕べ（ソワレ・ダンサント）」と新聞に広告されたが、当日は事実上のコンサートとなった（1844年）

1844年10月15日、ヨハン・シュトラウス2世はカジノ・ドムマイヤーにおいてデビューした。ヨハン2世はまず当時の慣習に従って、オベールやマイアベーアのオペラの序曲を演奏し、それから以下の4つの自作品を初演した。
- ワルツ『記念の詩』（op.1）
- 『デビュー・カドリーユ』（op.2）
- ポルカ『心ゆくまで』（op.3）
- ワルツ『どうぞごひいきに』（op.4）

この中でも『記念の詩』は目玉作品であり、とりわけ聴衆を熱狂させて19回もアンコールされたという。デビューコンサートは大成功を収め、『デア・ヴァンデラー』紙は10月19日の紙面で「おやすみランナー、こんばんはシュトラウス1世、おはようシュトラウス2世！」と称えた。

第1ワルツ
時は流れて1894年10月15日前後、ヨハン2世が音楽家生活50周年を迎えたことを祝って、盛大な記念行事がウィーンのあちこちで催された。弟のエドゥアルト・シュトラウス1世は、ヨハン2世のワルツ・メドレー『花冠（Blüthenkranz）』を作曲し、メドレーの二番手として兄のデビュー当時を象徴するこの『記念の詩』を配している。（ちなみに、一番手はヨハン2世が6歳の時に作曲したとされる『最初の楽想』である。）

## ニューイヤーコンサート
ウィーンフィル・ニューイヤーコンサートへの登場は以下の通りである。
- 1975年 - ヴィリー・ボスコフスキー指揮（作曲者の生誕150年）
- 1999年 - ロリン・マゼール指揮（作曲者の没後100年）